# La reine Margot (1954)
La Reine Margot is een Franse film van Jean Dréville uit 1954, geschreven door Abel Gance, naar de roman van Alexandre Dumas père. Het was de eerste Franse film die in kleur werd gemaakt.
In 1994 bracht Patrice Chéreau met La reine Margot een remake uit van Dréville's film.

## Inhoud
De film verhaalt het leven aan het hof in Parijs in de periode van de Bartholomeusnacht in augustus 1572. Twee ruiters spoeden zich naar Parijs met een boodschap voor hun meester. De ene is een getrouwe van Hendrik van Navarra, de andere van de hertog van Guise.

## Rolverdeling
| Acteur                        | Personage                          |
| ----------------------------- | ---------------------------------- |
| Jeanne Moreau                 | Margaretha van Valois              |
| Armando Francioli             | Joseph Boniface de la Môle         |
| Henri Génès                   | Hannibal de Coconas                |
| Robert Porte                  | Karel IX                           |
| André Versini                 | Hendrik van Navarra                |
| Françoise Rosay               | Catharina de' Medici               |
| Vittorio Sanipoli             | Maurevel                           |
| Fiorella Mari                 | Henriëtte van Nevers               |
| Patrizia Lari                 | Charlotte de Sauve                 |
| Daniel Ceccaldi               | Hendrik van Anjou                  |
| Louis de Funès (niet vermeld) | René Bianchi                       |
| Jacques Eyser                 | Caboche                            |
| Guy Kerner                    | hertog Hendrik van Guise           |
| Louis Arbessier               | admiraal Gaspard de Coligny        |
| Nicole Riche                  | Gilonne                            |
| Jean Temerson                 | herbergierster van La Belle Étoile |
| Robert Moor                   | procureur                          |
| Olivier Mathot                | Pierre                             |
| Jean-Roger Caussimon          | gevangenisgouverneur               |
| Jean Lanier                   | Ambroise Paré                      |
| Marc Valbel                   | vertelstem                         |
| Jacques Toja                  | stem van Armando Francioli         |
| Georges Demas                 | een bewaker                        |
| Pierre-Jacques Moncorbier     | een hugenoot                       |
| Pâquerette                    | vrouw in herberg                   |
| Serge Sauvion                 | bewaker van kapel                  |
| Jean Thielment                | hulpje van de beul                 |
| Jacques Bézard                |                                    |
| René Blancard                 |                                    |
| Jean-Marie Bon                |                                    |
| André Collombet               |                                    |
| Jean Duval                    |                                    |
| Carlo Lombardi                |                                    |
| Jean Morel                    |                                    |
| Guy Saint-Clair               |                                    |
| Jean-Claude Remoleux          |                                    |